# Schirmeck
Schirmeck (en alsacià Schirmeck) és un municipi francès, situat a la regió del Gran Est, al departament del Baix Rin. L'any 1999 tenia 2.177 habitants. Limita amb els municipis de Barembach, La Broque, Grandfontaine, Rothau, Russ i Wisches.
Forma part del cantó de Mutzig, del districte de Molsheim i de la Comunitat de comunes de la Vall de la Bruche.

## Demografia
| 1962  | 1968  | 1975  | 1982  | 1990  | 1999  |
| ----- | ----- | ----- | ----- | ----- | ----- |
| 2.246 | 2.605 | 2.628 | 2.352 | 2.167 | 2.177 |

## Administració
| Període   | Identitat        | Partit |
| --------- | ---------------- | ------ |
| 2001-2014 | Frédéric Bierry  |        |
| 2014-2020 | Laurent Bertrand |        |